# 神鳥裕之
神鳥 裕之（かみとり ひろゆき、1974年10月6日 - ）は、日本のラグビー指導者。現在明治大学ラグビー部の監督を務めている。

## プロフィール
- 大阪府出身[1]。
- 現役時代のポジションはフランカー(FL)、ナンバーエイト(No8)[2]。

## 略歴
大阪工大高校、明治大学を経て、1997年、リコーに入社。なお大阪工大高校時代、高校日本代表主将を務めたことがある。
2006年、現役を引退後、チームスタッフを経て、2013年、リコーブラックラムズの監督に就任。
2021年、明治大学ラグビー部の監督に就任。